# Leichtathletik-Weltmeisterschaften der Behinderten 2002/Teilnehmer (Deutschland)
| stlisierte Goldmedaille | stlisierte Silbermedaille | stlisierte Bronzemedaille |
| ----------------------- | ------------------------- | ------------------------- |
| 8                       | 13                        | 22                        |

Vom Deutschen Behindertensportverband (DBS), dem Nationalen Paralympischen Komitee (NPC) für Deutschland, wurden 50 Athleten und Athletinnen (19 Frauen und 31 Männer) für die Leichtathletik-Weltmeisterschaften der Behinderten 2002 entsandt, die 43 Medaillen errangen.

## Ergebnisse

### Frauen
| Athletinnen             | Wettbewerb                 | Vorlauf / Vorkampf | Vorlauf / Vorkampf | Halbfinale   | Halbfinale | Finale             | Finale |
| Athletinnen             | Wettbewerb                 | Zeit / Weite       | Rang               | Zeit / Weite | Rang       | Zeit / Weite       | Rang   |
| ----------------------- | -------------------------- | ------------------ | ------------------ | ------------ | ---------- | ------------------ | ------ |
| Maren Boßmeier          | 100 m T11                  | –                  | –                  | 14,59 s      | 2          | 14,70 s            | 4      |
| Katrin Müller-Rottgardt | 100 m T13                  | –                  | –                  | 13,60 s      | 4          | 13,42 s            | 7      |
| Cornelia Teubner        | 100 m T36                  | –                  | –                  | –            | –          | 16,46 s            | 6      |
| Isabelle Foerder        | 100 m T37                  | –                  | –                  | 15,01 s      | 1          | 14,60 s            |        |
| Katrin Laborenz (Green) | 100 m T44                  | –                  | –                  | –            | –          | 14,52 s            | 5      |
| Sabine Wagner           | 100 m T44                  | –                  | –                  | –            | –          | 14,19 s            |        |
| Maren Boßmeier          | 200 m T11                  | –                  | –                  | 31,74 s      | 3          | nicht qualifiziert | 5      |
| Cornelia Teubner        | 200 m T36                  | –                  | –                  | –            | –          | 36,82 s            | 6      |
| Isabelle Foerder        | 200 m T37                  | –                  | –                  | 31,41 s      | 2          | 30,92 s            |        |
| Katrin Laborenz (Green) | 200 m T44                  | –                  | –                  | –            | –          | 30,10 s            | 5      |
| Sabine Wagner           | 200 m T44                  | –                  | –                  | –            | –          | 28,57 s            |        |
| Katrin Müller-Rottgardt | 400 m T13                  | –                  | –                  | –            | –          | 1:08,28 min        | 4      |
| Yvonne Sehmisch         | 100 m Rennrollstuhl T54    | –                  | –                  | 17,82 s      | 1          | 17,51 s            |        |
| Yvonne Sehmisch         | 200 m Rennrollstuhl T54    | –                  | –                  | 32,70 s      | 1          | 32,26 s            |        |
| Yvonne Sehmisch         | 400 m Rennrollstuhl T54    | –                  | –                  | 1:02,22 min  | 1          | 1:01,93 min        |        |
| Lily Anggreny           | 800 m Rennrollstuhl T54    | –                  | –                  | 2:08,39 min  | 3          | nicht qualifiziert | 9      |
| Yvonne Sehmisch         | 1500 m Rennrollstuhl T54   | –                  | –                  | 4:09,86 min  | 6          | 3:50,06 min        | 8      |
| Yvonne Sehmisch         | 5000 m Rennrollstuhl T54   | –                  | –                  | –            | –          | 13:32,48 min       | 7      |
| Lily Anggreny           | Marathon Rennrollstuhl T54 | –                  | –                  | –            | –          | 1:59:32 h          | 6      |
| Yvonne Sehmisch         | Marathon Rennrollstuhl T54 | –                  | –                  | –            | –          | 2:02:52 h          | 7      |
| Katrin Müller-Rottgardt | Weitsprung F13             | –                  | –                  | –            | –          | 4,47 m             | 7      |
| Catherine Bader-Bille   | Weitsprung F42-46          | –                  | –                  | –            | –          | 5,32 m             |        |
| Katrin Laborenz (Green) | Weitsprung F42-46          | –                  | –                  | –            | –          | 3,70 m             | 7      |
| Sina Christen           | Kugelstoßen F12            | –                  | –                  | –            | –          | 10,66 m            | 4      |
| Birgit Pohl             | Kugelstoßen F34-53         | –                  | –                  | –            | –          | 8,50 m             |        |
| Petra Hömmen            | Kugelstoßen F40            | –                  | –                  | –            | –          | 6,34 m             |        |
| Karen Müller            | Kugelstoßen F40            | –                  | –                  | –            | –          | 6,09 m             | 5      |
| Michaela Daamen         | Kugelstoßen F42-46         | –                  | –                  | –            | –          | 11,24 m            |        |
| Sabine Utthess          | Kugelstoßen F42-46         | –                  | –                  | –            | –          | 9,84 m             | 7      |
| Marianne Buggenhagen    | Kugelstoßen F55            | –                  | –                  | –            | –          | 8,81 m             |        |
| Irene Hahn              | Kugelstoßen F56/57         | –                  | –                  | –            | –          | 5,40 m             | 6      |
| Martina Willing         | Kugelstoßen F56/57         | –                  | –                  | –            | –          | 7,43 m             |        |
| Sina Christen           | Diskuswurf F12             | –                  | –                  | –            | –          | 33,73 m            | 4      |
| Birgit Pohl             | Diskuswurf F33-53          | –                  | –                  | –            | –          | 20,95 m            |        |
| Petra Hömmen            | Diskuswurf F40             | –                  | –                  | –            | –          | 13,97 m            | 8      |
| Karen Müller            | Diskuswurf F40             | –                  | –                  | –            | –          | 15,27 m            | 4      |
| Michaela Daamen         | Diskuswurf F42-46          | –                  | –                  | –            | –          | 33,17 m            |        |
| Sabine Utthess          | Diskuswurf F42-46          | –                  | –                  | –            | –          | 27,53 m            | 11     |
| Marianne Buggenhagen    | Diskuswurf F54/55/56       | –                  | –                  | –            | –          | 27,48 m            |        |
| Martina Willing         | Diskuswurf F54/55/56       | –                  | –                  | –            | –          | 22,47 m            |        |
| Irena Hahn              | Diskuswurf F57             | –                  | –                  | –            | –          | 14,60 m            | 5      |
| Birgit Pohl             | Speerwurf F33-53           | –                  | –                  | –            | –          | 16,12 m            |        |
| Petra Hömmen            | Speerwurf F40              | –                  | –                  | –            | –          | 12,53 m            | 4      |
| Andrea Hegen            | Speerwurf F42/44/46        | –                  | –                  | –            | –          | 30,50 m            | 4      |
| Sabine Utthess          | Speerwurf F42/44/46        | –                  | –                  | –            | –          | 25,67 m            | 9      |
| Marianne Buggenhagen    | Speerwurf F54/55/56        | –                  | –                  | –            | –          | 19,60 m            |        |
| Martina Willing         | Speerwurf F54/55/56        | –                  | –                  | –            | –          | 23,32 m            |        |

### Männer
| Athleten             | Wettbewerb                 | Vorlauf / Vorkampf | Vorlauf / Vorkampf | Halbfinale         | Halbfinale | Finale             | Finale |
| Athleten             | Wettbewerb                 | Zeit / Weite       | Rang               | Zeit / Weite       | Rang       | Zeit / Weite       | Rang   |
| -------------------- | -------------------------- | ------------------ | ------------------ | ------------------ | ---------- | ------------------ | ------ |
| Matthias Schröder    | 100 m T13                  | –                  | –                  | 11,03 s            | 1          | 11,19 s            |        |
| Rene Schramm         | 100 m T37                  | –                  | –                  | 12,56 s            | 2          | 12,58 s            | 5      |
| Michael Haraem       | 100 m T42                  | –                  | –                  | 13,85 s            | 3          | 13,67 s            |        |
| Heinrich Popow       | 100 m T42                  | –                  | –                  | 14,77 s            | 5          | nicht qualifiziert | 9      |
| Marcus Ehm           | 100 m T44                  | –                  | –                  | –                  | –          | 11,74 s            |        |
| Matthias Schröder    | 200 m T13                  | –                  | –                  | 22,48 s            | 1          | 22,46 s            |        |
| Rene Schramm         | 200 m T37                  | –                  | –                  | 25,56 s            | 3          | 25,78 s            | 6      |
| Jens Wiegmann        | 200 m T37                  | –                  | –                  | 25,65 s            | 3          | 26,08 s            | 8      |
| Michael Haraem       | 200 m T42                  | –                  | –                  | 27,61 s            | 1          | 27,91 s            |        |
| Heinrich Popow       | 200 m T42                  | –                  | –                  | 31,80 s            | 4          | 31,25 s            | 8      |
| Marcus Ehm           | 200 m T44                  | –                  | –                  | –                  | –          | 23,82 s            |        |
| Marcus Ehm           | 400 m T44                  | –                  | –                  | 57,71 s            | 1          | 54,72 s            |        |
| Rainer Schliermann   | 800 m T12                  | 2:09,51 min        | 3                  | 2:04,18 min        | 3          | 2:04,65 min        | 5      |
| Rainer Schliermann   | 1500 m T12                 | –                  | –                  | 4:20,57 min        | 3          | 4:14,80 min        | 6      |
| Sebastian Cleem      | 100 m Rennrollstuhl T54    | –                  | –                  | 15,97 s            | 5          | nicht qualifiziert | 15     |
| Stefan Strobel       | 200 m Rennrollstuhl T51    | –                  | –                  | –                  | –          | 45,47 s            |        |
| Robert Figl          | 400 m Rennrollstuhl T54    | –                  | –                  | 52,21 s            | 2          | 50,12 s            | 4      |
| Thorsten Oppold      | 800 m Rennrollstuhl T51    | –                  | –                  | –                  | –          | 3:21,50 min        | 6      |
| Ralph Brunner        | 800 m Rennrollstuhl T54    | –                  | –                  | 1:41,33 min        | 3          | 1:44,45 min        | 6      |
| Robert Figl          | 800 m Rennrollstuhl T54    | –                  | –                  | 1:46,29 min        | 1          | 1:42,08 min        |        |
| Thorsten Oppold      | 1500 m Rennrollstuhl T51   | –                  | –                  | –                  | –          | 7:17,45 min        | 5      |
| Stefan Strobel       | 1500 m Rennrollstuhl T51   | –                  | –                  | –                  | –          | 7:16,96 min        | 4      |
| Ralph Brunner        | 1500 m Rennrollstuhl T54   | 3:23,98 min        | 6                  | nicht qualifiziert | –          | –                  | 24     |
| Robert Figl          | 1500 m Rennrollstuhl T54   | 3:17,10 min        | 3                  | 3:18,05 min        | 3          | 3:14,56 min        | 5      |
| Ralph Brunner        | 5000 m Rennrollstuhl T54   | –                  | –                  | 11:24,32 min       | 5          | 11:25,94 min       | 9      |
| Thorsten Oppold      | Marathon Rennrollstuhl T51 | –                  | –                  | –                  | –          | 2:38:59 h          |        |
| Stefan Strobel       | Marathon Rennrollstuhl T51 | –                  | –                  | –                  | –          | DNS                | –      |
| Ralph Brunner        | Marathon Rennrollstuhl T54 | –                  | –                  | –                  | –          | 1:35:29 h          | 13     |
| Robert Figl          | Marathon Rennrollstuhl T54 | –                  | –                  | –                  | –          | 1:33:37 h          | 7      |
| Oliver Müller        | Hochsprung F44             | –                  | –                  | –                  | –          | 1,80 m             | 5      |
| Reinhold Bötzel      | Hochsprung F46             | –                  | –                  | –                  | –          | 1,97 m             |        |
| Jörg Trippen-Hilgers | Weitsprung F12             | –                  | –                  | –                  | –          | 6,41 m             | 8      |
| Rene Schramm         | Weitsprung F36-38          | –                  | –                  | –                  | –          | 5,34 m             | 8      |
| Jens Wiegmann        | Weitsprung F36-38          | –                  | –                  | –                  | –          | 5,50 m             | 5      |
| Heinrich Popow       | Weitsprung F42             | –                  | –                  | –                  | –          | 4,81 m             |        |
| Reinhold Bötzel      | Weitsprung F46             | –                  | –                  | –                  | –          | 6,20 m             | 7      |
| Andreas Müller       | Kugelstoßen F34            | –                  | –                  | –                  | –          | 9,44 m             | 4      |
| Thomas Loosch        | Kugelstoßen F38            | –                  | –                  | –                  | –          | 13,35 m            |        |
| Lutz Langer          | Kugelstoßen F40            | –                  | –                  | –                  | –          | 8,97 m             |        |
| Rainer Schwinden     | Kugelstoßen F40            | –                  | –                  | –                  | –          | 8,08 m             | 5      |
| Ulrich Spengler      | Kugelstoßen F40            | –                  | –                  | –                  | –          | 9,00 m             |        |
| Horst Beyer          | Kugelstoßen F42            | –                  | –                  | –                  | –          | 11,13 m            | 7      |
| Jörg Frischmann      | Kugelstoßen F44            | –                  | –                  | –                  | –          | 13,68 m            |        |
| Rico Glagla          | Kugelstoßen F52            | –                  | –                  | –                  | –          | 6,78 m             | 8      |
| Hans-Ulrich Prill    | Kugelstoßen F52            | –                  | –                  | –                  | –          | 6,84 m             | 7      |
| Ulrich Iser          | Kugelstoßen F55            | –                  | –                  | –                  | –          | 10,16 m            |        |
| Hubertus Brauner     | Kugelstoßen F54            | –                  | –                  | –                  | –          | 8,18 m             | 5      |
| Andreas Müller       | Diskuswurf F33/34          | –                  | –                  | –                  | –          | 30,59 m            | 5      |
| Thomas Loosch        | Diskuswurf F38             | –                  | –                  | –                  | –          | 32,39 m            | 4      |
| Horst Beyer          | Diskuswurf F42             | –                  | –                  | –                  | –          | 41,92 m            | 4      |
| Rico Glagla          | Diskuswurf F52             | –                  | –                  | –                  | –          | 13,62 m            | 4      |
| Hans-Ulrich Prill    | Diskuswurf F52             | –                  | –                  | –                  | –          | 11,64 m            | 7      |
| Reinhard Berner      | Diskuswurf F54             | –                  | –                  | –                  | –          | 20,83 m            | 15     |
| Hubertus Brauner     | Diskuswurf F54             | –                  | –                  | –                  | –          | 21,45 m            | 12     |
| Ulrich Iser          | Diskuswurf F55             | –                  | –                  | –                  | –          | 27,69 m            | 7      |
| Rayk Haucke          | Speerwurf F11              | –                  | –                  | –                  | –          | 26,18 m            | 5      |
| Siegemund Hegeholz   | Speerwurf F11              | –                  | –                  | –                  | –          | 40,21 m            |        |
| Thomas Validis       | Speerwurf F12              | –                  | –                  | –                  | –          | 50,29 m            |        |
| Sven Conrad          | Speerwurf F36/37           | –                  | –                  | –                  | –          | 35,27 m            | 7      |
| Thomas Loosch        | Speerwurf F38              | –                  | –                  | –                  | –          | 44,22 m            |        |
| Jörg Frischmann      | Speerwurf F44              | –                  | –                  | –                  | –          | 49,58 m            |        |
| Rico Glagla          | Speerwurf F52              | –                  | –                  | –                  | –          | 14,25 m            |        |
| Hans-Ulrich Prill    | Speerwurf F52              | –                  | –                  | –                  | –          | 13,45 m            | 6      |
| Reinhard Berner      | Speerwurf F54              | –                  | –                  | –                  | –          | 18,22 m            | 11     |
| Hubertus Brauner     | Speerwurf F54              | –                  | –                  | –                  | –          | 20,48 m            | 10     |
| Ulrich Iser          | Speerwurf F55              | –                  | –                  | –                  | –          | 25,28 m            |        |